# Hugo Helfenstein

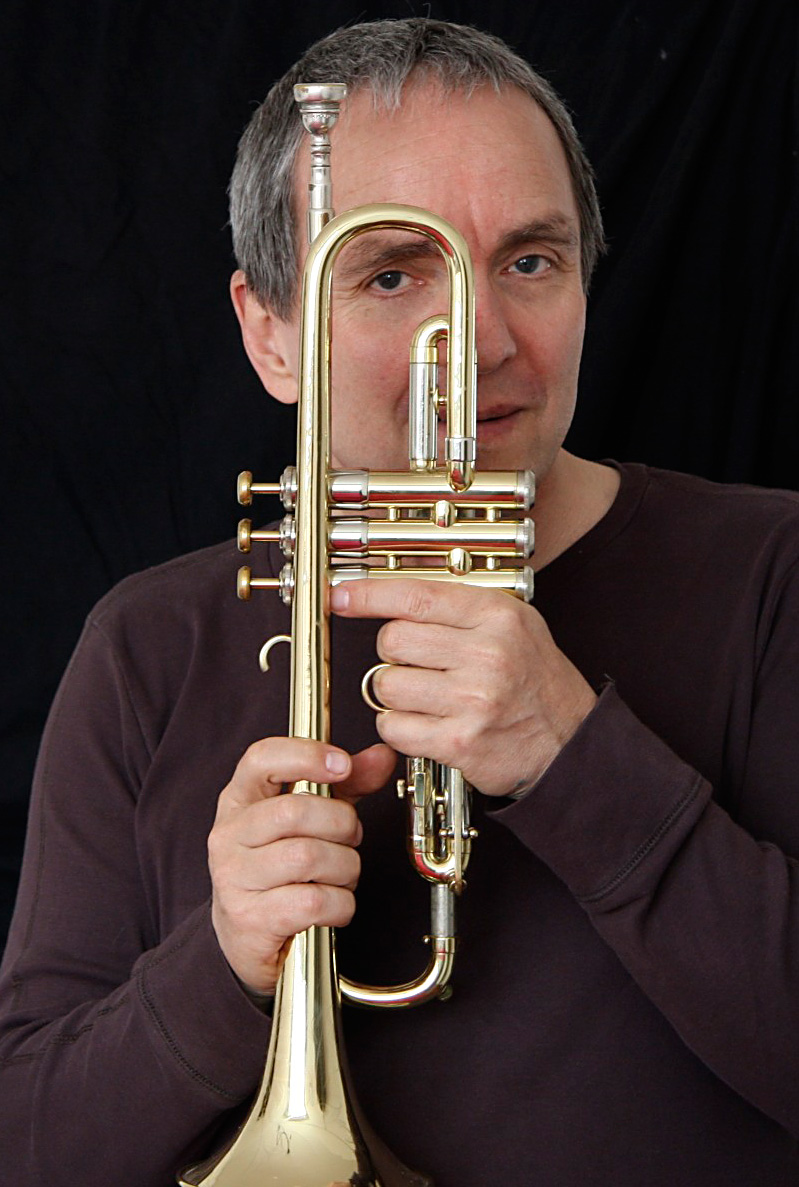
Hugo Helfenstein

Hugo Helfenstein (* 22. März 1953 in Münchenstein) ist ein Schweizer Jazzmusiker. Er spielt Posaune, Trompete und Flügelhorn.

## Leben und Wirken
Nach einem abgebrochenen naturwissenschaftlichen Studium an der Universität Zürich studierte er Posaune am Konservatorium Zürich und später am Konservatorium Bern in der Solistenklasse von Branimir Slokar. Als freischaffender Musiker arbeitete er in den Bereichen Jazz, Rock, Pop und der klassischen Musik. Er war in verschiedenen Orchestern und Bands tätig, etwa beim Winterthurer Stadtorchester, Opernhaus Zürich, Swiss Horns, DRS-Big-Band und Pepe Lienhard. Er spielte auf dem Jazzfestival Köln, dem Jazz Festival Willisau, der Jazzwoche Burghausen, den Leverkusener Jazztagen und in den Musicals Cats, Cabaret, Rent, La Cage Aux Folles, Chicago, West Side Story, Rollschuhpalast, Edith Piaf, sowie im Soundtrack von Leo Sonnyboy und im Zirkus Knie. Er spielte mit so unterschiedlichen Musikern wie Polo Hofer, Art Lande, Daniel Schnyder, Urs Blöchlinger, Andreas Vollenweider, Beny Rehmann, Marianne Racine und Christoph Marthaler.
Er war Gastdozent am Konservatorium Biel und Lehrer, Dirigent, Tonmeister, Webdesigner und Webmaster, Verantwortlicher für den Bereich Musikelektronik an der Musikschule der Stadt Zug. Ab 2000 gab er sämtliche Tätigkeiten auf und wechselte von der Posaune zur Trompete. Daneben studierte er Multimedia-Producer am SAE Institute Zürich und machte interaktive Programmierungen im Internet. Er produzierte und programmierte auch Multimedia- und Audio-CDs.
Helfenstein lebt in Zug. Als Jazztrompeter und Flügelhornist spielt er in diversen Kleinformationen, komponiert und arrangiert.

## Schriften
- I'm getting sentimental over you; Bassman, George. - Zumikon : Editions Marc Reift, [1989], [Ed. for] 4 trombones; [1989], [Ed. for] trombone & piano
- Bless my bones
- Armitage, Dennis. - Zumikon: Editions Marc Reift, c 1988

## Diskografie (Auswahl)
- 1976 Toni Vescoli: So gedacht, heut' nacht
- 1984 Gilbert & Sullivan: Der Mikado. Oper für Schauspieler, Fassung des Zürcher Schauspielhauses
- 1986 Notspielplatz Zürich (mit Peter Schärli, Peter Böhringer, Kurt Grämiger, Urs Blöchlinger, Martin Schlumpf, Andreas Friedli, Beat Blaser, Mario Huter, Uli Scherer, Thomas Hirt, Lindsay L. Cooper, Dieter Ulrich)
- 1987 Aladin und die Wunderlampe. Dialekt-Märchenmusical. Opernhaus Zürich mit der DRS-Band
- 1987 Daniel Schnyder (The Modern Art Septet): Secret Cosmos
- 1988 Hardy Hepp: Born in the Forest mit Helmut Zerlett u. Dodo Hug
- 1992 Polo Hofer und die Schmetterband: Travailler c'est trop dur
- 1994 Franz von Suppè: Requiem. Zürcher Kammerorchester
- 2005 John Wolf Brennan: Initials